# Машев
Машев (пол. Maszew) — село в Польщі, у гміні Варта Серадзького повіту Лодзинського воєводства.
Населення — 144 особи (2011).
У 1975-1998 роках село належало до Серадзького воєводства.

## Демографія
Демографічна структура станом на 31 березня 2011 року:
|          | Загалом | Допрацездатний вік | Працездатний вік | Постпрацездатний вік |
| -------- | ------- | ------------------ | ---------------- | -------------------- |
| Чоловіки | 69      | 17                 | 43               | 9                    |
| Жінки    | 75      | 18                 | 38               | 19                   |
| Разом    | 144     | 35                 | 81               | 28                   |